# Otočje Turku
Otočje Turku (fin. Turun saaret) sastoji se od otoka koji pripadaju finskom gradu Turkuu. Postoje deseci otoka i škrapa, od kojih četiri imaju značajan broj stalnih stanovnika:
- Ruissalo/Runsala
- Hirvensalo
- Kakskerta
- Satava

## Vanjske poveznice
|  | Zajednički poslužitelj ima još gradiva o temi Otočje Turku |

- The Archipelago of Finland – Turku Archipelago Tourist Association